# Fayella
Fayella es un género de anfibio prehistórico extinto que vivió entre el Roadiense y el Capitaniense. Se han encontrado fósiles en Oklahoma (Estados Unidos).